# روبن جونز
روبن جونز (30 يونيو 1946 في المملكة المتحدة - ) (بالإنجليزية: Robin Johns)‏ هو لاعب كريكت بريطاني. لعب مع Hertfordshire County Cricket Club ‏ ونادي مقاطعة نورثامبتونشير للكريكت ‏ والمقاطعات الوطنية للكريكيت الإنجليزي والويلزي ‏ ونادي الكريكت في جامعة أكسفورد ‏.

## وصلات خارجية
- روبن جونز على موقع إي آس بي آن كريك إنفو (الإنجليزية)